# Rimae Petavius
Le Rimae Petavius sono una struttura geologica della superficie della Luna.